# Rowing Club Bern
Der Rowing Club Bern (RCB) ist ein Schweizer Ruderclub in Bern am Wohlensee. Er wurde 1919 in Bern gegründet.

## Geschichte
1919 wurde der Rowing Club Bern durch James Leutwiler, Jules Greminger, Paul Meyer, Antonie Bouchet, Walter Ruprecht, Alexander Nussbaum und Fritz Ritschard gegründet. Erster Präsident war Walter Ruprecht.
Der Rowing Club Bern konnte in seiner Vereinsgeschichte nationale und internationale Erfolge feiern.

## Bootshäuser
Das erste Bootshaus wurde am 24. Oktober 1919, auf dem Areal der ehemaligen Brauerei Gassner in Bern, eingeweiht.
Zwischen den Jahren 1917 bis 1920 wurde in Mühleberg das Wasserkraftwerk gebaut. Ab dem Sommer 1920 wurde die Aare aufgestaut und der Wohlensee entstand. Im Jahre 1930 wurde in der Eymatt bei Bern (heutiger Standort) das zweite Bootshaus gebaut, das 1935 aufgestockt wurde. 1988 wurde das Bootshaus saniert und mit einem Club- und Trainingsraum ergänzt.
Das Bootshaus aus den 1930er Jahren entsprach nicht mehr den heutigen Anforderungen und Bedürfnissen. Dadurch war es immer schwieriger, den Ruderbetrieb aufrechtzuerhalten. Am 10. Juli 2011 wurde entschieden, dass der Rowing Club Bern ein neues Bootshaus bauen will. Im Februar 2012 wurde mit dem Bootshausneubau begonnen. Am 8. September 2012 wurde das neue Bootshaus eingeweiht.

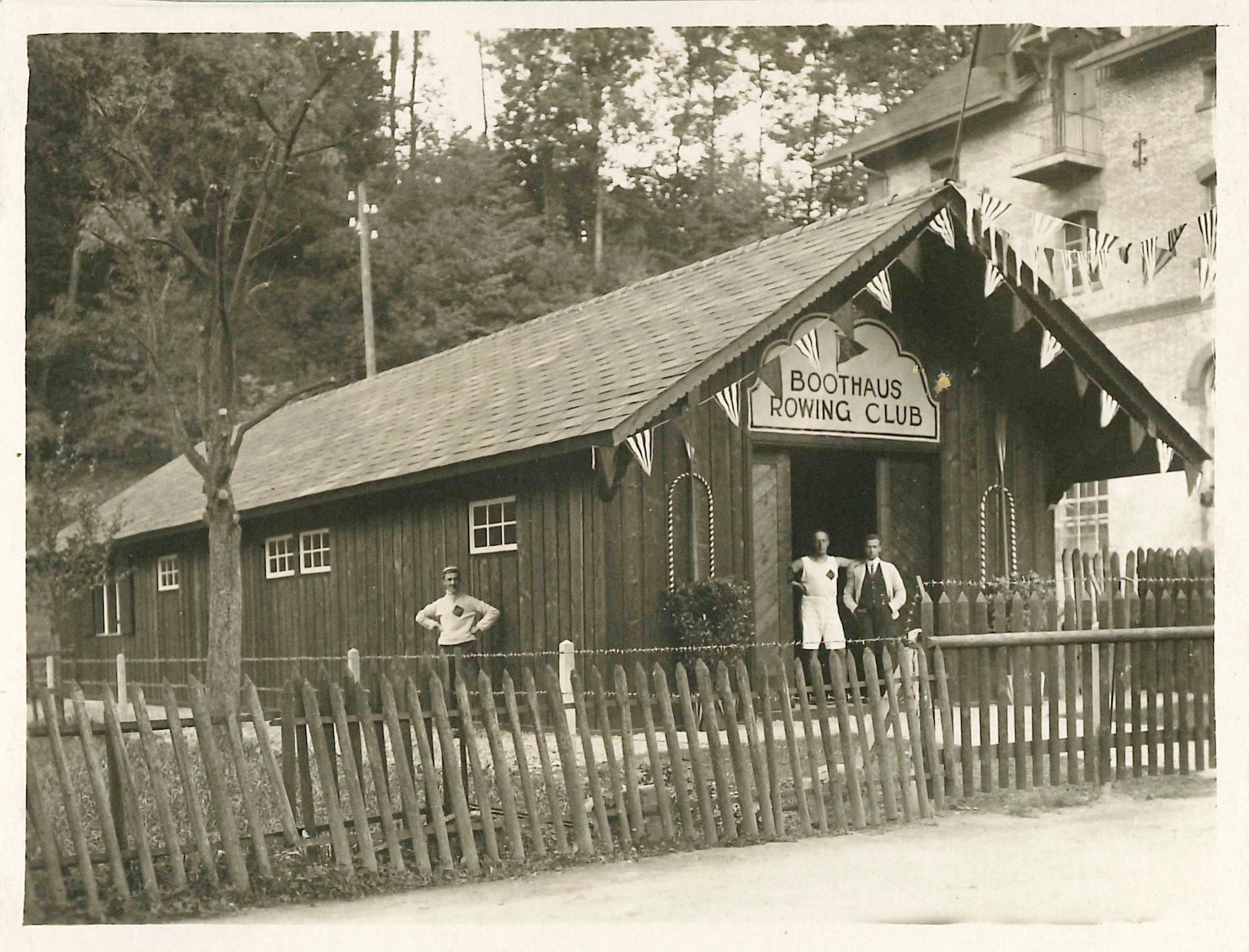
Erstes Bootshaus von 1919
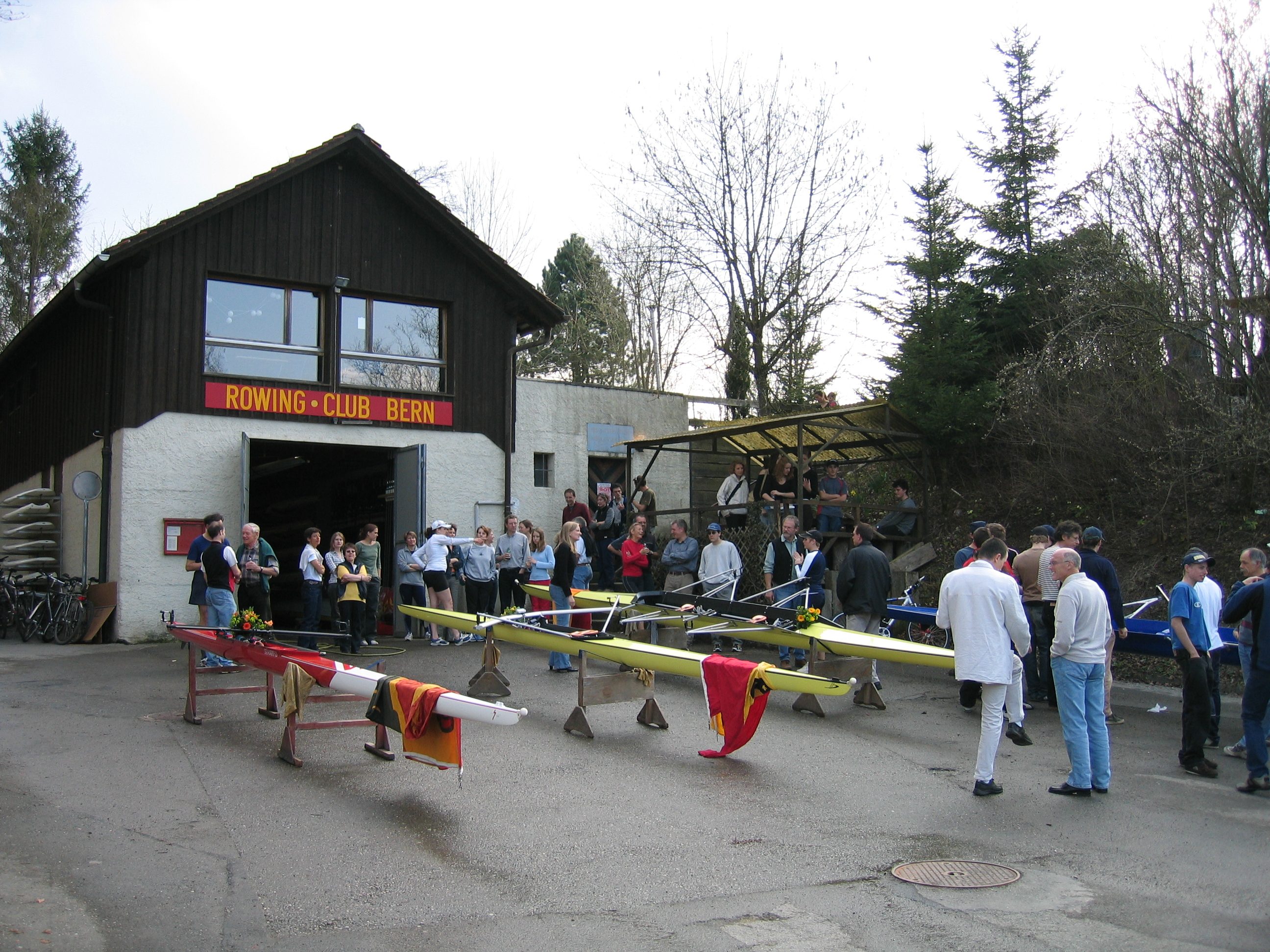
Zweites Bootshaus von 1930/35
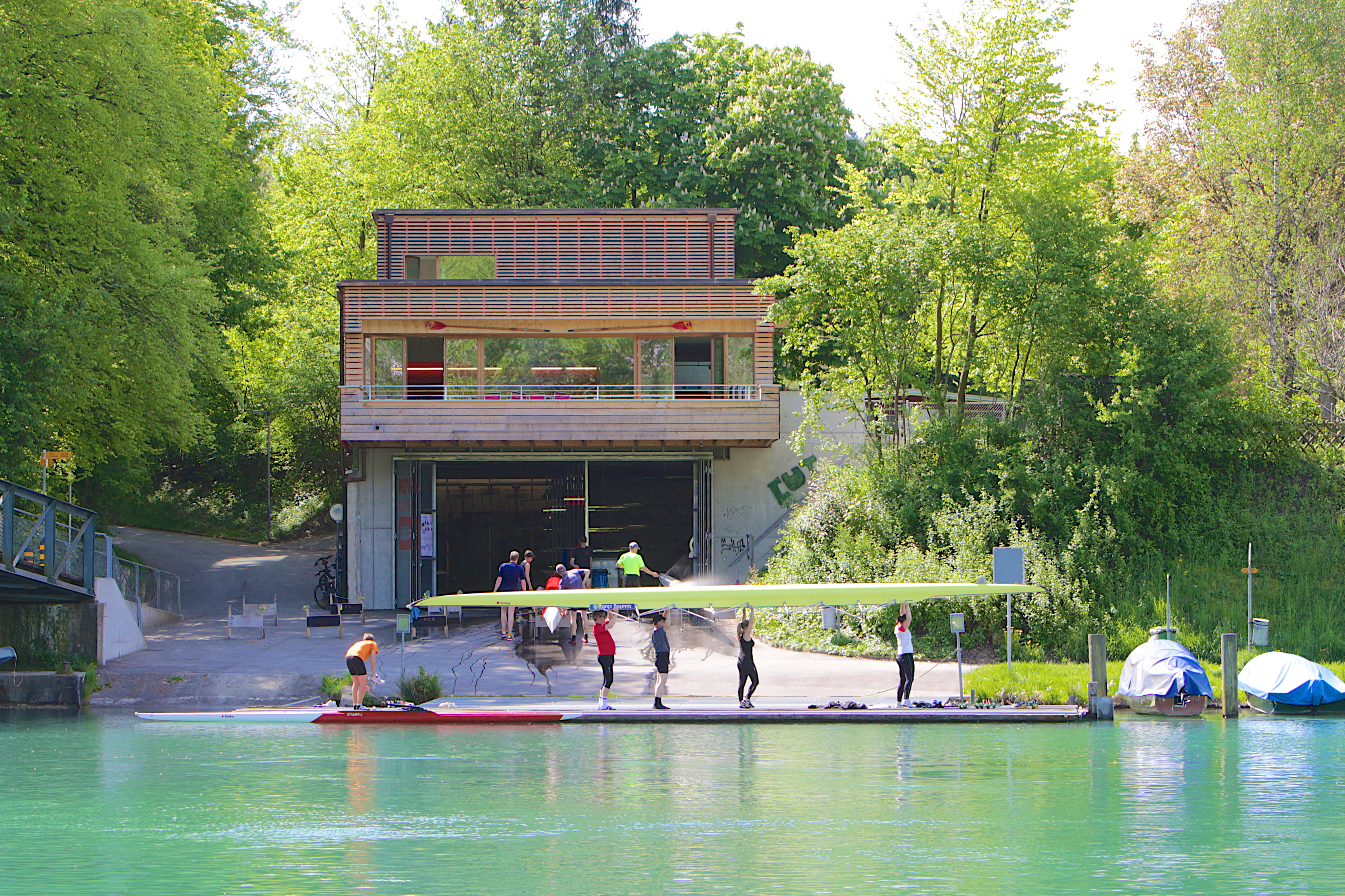
Neues Bootshaus von 2012

## Ruderevents
Das internationale Skiffrennen „Armadacup“ fand seit 1980 alljährlich im Oktober auf dem Wohlensee beim Rowing Club Bern statt. Nach 32 Austragungen wurde der «Armadacup» im Jahr 2019 durch ein neues Format «Bern Boat Race» ersetzt, bei dem anstelle des Massenstarts eine Staffelung der Teilnehmer vorgenommen wurde.

## Bekannte Clubmitglieder
- Beat Schwerzmann,[3] Teilnehmer an der olympischen Ruderregatta 1988 und 1992 sowie Teilnehmer an Ruder-Weltmeisterschaften; Gewinner von 14 Schweizermeistertiteln
- Heinrich Scherer,[4] Teilnehmer an der olympischen Ruderregatta 1960
- Thomas Wehrli,[5] Teilnehmer an Ruder-Weltmeisterschaften; Gewinner von 3 Schweizermeistertiteln
- Stephan Wehrli,[6] Teilnehmer der Ruder-Weltmeisterschaften; Gewinner von 4 Schweizermeistertiteln
- Nik Hess,[7] Teilnehmer an Ruder-Weltmeisterschaften; Gewinner von 3 Schweizermeistertiteln